# Westermannia goodi
Westermannia goodi är en fjärilsart som beskrevs av Holland. Westermannia goodi ingår i släktet Westermannia och familjen trågspinnare. Inga underarter finns listade i Catalogue of Life.